# Tour de Catalogne 1928
Le Tour de Catalogne 1928 est la dixième édition du Tour de Catalogne, une course cycliste par étapes en Espagne. L’épreuve se déroule sur neufs étapes entre le 8 et le 16 septembre 1928, sur un total de 1 342 km. Le vainqueur final est l'Espagnol Mariano Cañardo, devant Mució Miquel et Julio Borràs.

## Étapes
| Étape     | Date         | Villes étapes          | km     | Vainqueur d’étape      | Leader du classement général |
| --------- | ------------ | ---------------------- | ------ | ---------------------- | ---------------------------- |
| 1re étape | 8 septembre  | Barcelone - Tortosa    | 212 km | Mariano Cañardo        | Mariano Cañardo              |
| 2e étape  | 9 septembre  | Tortosa - Reus         | 204 km | Mariano Cañardo        | Mariano Cañardo              |
| 3e étape  | 10 septembre | Reus - Tàrrega         | 140 km | Giuseppe Pancera       | Mució Miquel                 |
| 4e étape  | 11 septembre | Tàrrega - Puigcerdà    | 164 km | Carlo Porzio           | Mució Miquel                 |
| 5e étape  | 12 septembre | Puigcerdà - Figueras   | 145 km | Julio Borràs           | Mariano Cañardo              |
| 6e étape  | 13 septembre | Figueras - Palafrugell | 153 km | Mariano Cañardo        | Mariano Cañardo              |
| 7e étape  | 14 septembre | Palafrugell - Banyoles | 73 km  | Manuel Martínez        | Mariano Cañardo              |
| 8e étape  | 15 septembre | Banyoles - Gironella   | 143 km | Valeriano Riera Franco | Mariano Cañardo              |
| 9e étape  | 16 septembre | Gironella - Barcelone  | 108 km | Marcel Autaa           | Mariano Cañardo              |

### Étape 1 Barcelone - Tortosa. 212,0 km
|   | Cycliste        | Temps           |
| - | --------------- | --------------- |
| 1 | Mariano Cañardo | 6 h 57 min 21 s |
| 2 | Joan Mateu      | m.t.            |
| 3 | Mució Miquel    | m.t.            |

|   | Cycliste        | Temps           |
| - | --------------- | --------------- |
| 1 | Mariano Cañardo | 6 h 57 min 21 s |
| 2 | Joan Mateu      | m.t.            |
| 3 | Mució Miquel    | m.t.            |

### Étape 2. Tortosa - Reus. 204,0 km
|   | Cycliste         | Temps           |
| - | ---------------- | --------------- |
| 1 | Mariano Cañardo  | 8 h 33 min 12 s |
| 2 | Giuseppe Pancera | m.t.            |
| 3 | Mució Miquel     | m.t.            |

|   | Cycliste        | Temps            |
| - | --------------- | ---------------- |
| 1 | Mariano Cañardo | 15 h 30 min 33 s |
| 2 | Mució Miquel    | m.t.             |
| 3 | Julio Borràs    | + 10 min 20 s    |

### Étape 3. Reus - Tàrrega. 140,0 km
|   | Cycliste         | Temps           |
| - | ---------------- | --------------- |
| 1 | Giuseppe Pancera | 5 h 15 min 35 s |
| 2 | Julio Borràs     | m.t.            |
| 3 | Joan Bibiloni    | + 5 s           |

|   | Cycliste        | Temps            |
| - | --------------- | ---------------- |
| 1 | Mució Miquel    | 20 h 46 min 20 s |
| 2 | Mariano Cañardo | + 2 min 50 s     |
| 3 | Julio Borràs    | + 10 min 08 s    |

### Étape 4. Tàrrega - Puigcerdà. 164,0 km
|   | Cycliste        | Temps           |
| - | --------------- | --------------- |
| 1 | Carlo Porzio    | 6 h 13 min 47 s |
| 2 | Valeriano Riera | m.t.            |
| 3 | Mariano Cañardo | + 48 s          |

|   | Cycliste        | Temps            |
| - | --------------- | ---------------- |
| 1 | Mució Miquel    | 27 h 00 min 55 s |
| 2 | Mariano Cañardo | + 2 min 50 s     |
| 3 | Julio Borràs    | + 11 min 03 s    |

### Étape 5. Puigcerdà - Figueres. 145,0 km
|   | Cycliste        | Temps           |
| - | --------------- | --------------- |
| 1 | Julio Borràs    | 4 h 28 min 45 s |
| 2 | Mariano Cañardo | m.t.            |
| 3 | Valeriano Riera | + 6 min 50 s    |

|   | Cycliste        | Temps            |
| - | --------------- | ---------------- |
| 1 | Mariano Cañardo | 31 h 32 min 30 s |
| 2 | Mució Miquel    | + 4 min 00 s     |
| 3 | Julio Borràs    | + 7 min 18 s     |

### Étape 6. Figueres - Palafrugell. 153,0 km
|   | Cycliste        | Temps           |
| - | --------------- | --------------- |
| 1 | Mariano Cañardo | 6 h 08 min 49 s |
| 2 | Valeriano Riera | m.t.            |
| 3 | Mució Miquel    | m.t.            |

|   | Cycliste        | Temps            |
| - | --------------- | ---------------- |
| 1 | Mariano Cañardo | 37 h 41 min 19 s |
| 2 | Mució Miquel    | + 4 min 00 s     |
| 3 | Julio Borràs    | + 14 min 40 s    |

### Étape 7. Palafrugell - Banyoles. 73,0 km
|   | Cycliste        | Temps           |
| - | --------------- | --------------- |
| 1 | Manuel Martínez | 3 h 16 min 19 s |
| 2 | Julio Borràs    | m.t.            |
| 3 | Mariano Cañardo | m.t.            |

|   | Cycliste        | Temps            |
| - | --------------- | ---------------- |
| 1 | Mariano Cañardo | 40 h 57 min 38 s |
| 2 | Mució Miquel    | + 4 min 00 s     |
| 3 | Julio Borràs    | + 14 min 40 s    |

### Étape 8. Banyoles - Gironella. 143,0 km
|   | Cycliste        | Temps           |
| - | --------------- | --------------- |
| 1 | Valeriano Riera | 6 h 22 min 50 s |
| 2 | Mariano Cañardo | + 3 s           |
| 3 | Julio Borràs    | + 1 min 55 s    |

|   | Cycliste        | Temps            |
| - | --------------- | ---------------- |
| 1 | Mariano Cañardo | 47 h 20 min 31 s |
| 2 | Mució Miquel    | + 5 min 52 s     |
| 3 | Julio Borràs    | + 16 min 32 s    |

### Étape 9. Gironella - Barcelone. 108,0 km
|   | Cycliste     | Temps           |
| - | ------------ | --------------- |
| 1 | Marcel Autaa | 3 h 43 min 00 s |
| 2 | Julio Borràs | + 5 s           |
| 3 | Joan Segarra | m.t.            |

|   | Cycliste        | Temps            |
| - | --------------- | ---------------- |
| 1 | Mariano Cañardo | 51 h 03 min 36 s |
| 2 | Mució Miquel    | + 5 min 52 s     |
| 3 | Julio Borràs    | + 16 min 32 s    |

## Classement final
| Pos. | Cycliste               | Temps             |
| 1    | Mariano Cañardo        | 51 h 03 min 36 s  |
| 2    | Mució Miquel           | + 5 min 52 s      |
| 3    | Julio Borràs           | + 16 min 32 s     |
| 4    | Valeriano Riera Franco | + 56 min 18 s     |
| 5    | Josep Figueras         | + 57 min 49 s     |
| 6    | Manuel Martínez        | + 1 h 03 min 28 s |
| 7    | Joan Segarra           | + 1 h 10 min 09 s |
| 8    | Ricard Ferrando        | + 1 h 25 min 59 s |
| 9    | Joan Bibiloni Capellà  | + 1 h 27 min 48 s |
| 10   | Josep Maria Pallarés   | + 1 h 35 min 00 s |